# Brennende Grenze (1927)
Brennende Grenze ist deutscher Stummfilm von Erich Waschneck aus dem Jahr 1927.

## Handlung
Die Geschichte führt in die Zeit unmittelbar nach Ende des Ersten Weltkriegs an die neu gezogene, heiß umkämpfte deutsch-polnische Grenze. Hier bekriegen sich polnische Freischärler mit ihren deutschen Gegenspielern. Immer wieder dringen die Polen in die von Deutschen bewohnten Gebiete ein, die von den Alteingesessenen vehement verteidigt werden, aber laut Friedensvertrag an Polen abzugeben sind. Das Gut der jungen Witwe Luise von Willkühnen wird von dem skrupellosen Freischarenführer Ladislaus von Zeremski, seiner Geliebten Nadja und deren Freischärler besetzt. Der polnische Regierungskommissar, der einst Luise begehrt hat, von ihr aber damals abgewiesen und mit der Peitsche gezüchtigt wurde, stößt in diese Gemengelage hinein.
Er soll im Namen der Regierung ihren Landbesitz beschlagnahmen. Zeremskis Absicht, sich nicht nur des Grundstücks zu bemächtigen, sondern auch gleich seiner Noch-Besitzerin, wird von dem vor Luises Schlafgemach Wache schiebenden Heino, ihrem 18-jährigen Sohn, durchkreuzt. Es kommt zu einem kurzen Kampf, bei dem Zeremski schließlich stirbt. Der Regierungskommissar wird Zeuge dieser dramatischen Begebenheit. Luise muss erkennen, dass dieser Mann sie noch immer liebt und bereit ist, alles für sie zu tun. Der Pole hilft also Mutter und Sohn dabei, vor den sie drangsalierenden Polen über die Grenze heim ins sichere Reich zu entkommen. Luise will nicht mehr auf diesen Mann verzichten und überredet ihn, für immer bei ihr zu bleiben.

## Produktionsnotizen
Brennende Grenze wurde im Oktober / November 1926 im Terra-Glashaus gedreht, passierte am 17. Dezember 1926 die Zensur und wurde am 3. Januar 1927 im Mozartsaal uraufgeführt. Der achtaktige Film besaß eine Länge von 2660 Metern und erhielt Jugendverbot.
Alfred Junge entwarf die Filmbauten, Walter Lehmann hatte die Aufnahmeleitung.

## Kritik
In Paimann’s Filmlisten ist zu lesen: „Das Sujet ist – von einer Stahlhelm-Gloire am Schlusse abgesehen – ganz unpolitisch. Es könnte auch zeit- und ortlos gebracht werden und ist nach einer längeren Exposition und gewissen Breiten am Anfange recht packend und publikumswirksam gearbeitet, besonders in den letzten Akten, die Regie sorgfältig, dies vorwiegend im Detail, die Darstellung durchgehend erstklassig, Alberti (der Regierungskommissär), die Tschechowa (die Freundin des Freischärlers) und Jenny Hasselqvist (die Gutsherrin) ausgezeichnete Leistungen bietend. Auch Aufmachung und Photographie sind sauber.“